# 23055 Барбджюетт
23055 Барбджюетт (23055 Barbjewett) — астероїд головного поясу, відкритий 7 грудня 1999 року.
Тіссеранів параметр щодо Юпітера — 3,497.